# Gaj Asulin
Gaj Jigal Asulin (hebr. גיא אסולין, ur. 9 kwietnia 1991 w Naharijji) – izraelski piłkarz, który grał na pozycji ofensywnego pomocnika. Od 2009 roku posiada również hiszpańskie obywatelstwo. Wychowanek FC Barcelony.

## Kariera klubowa
Przygodę z piłką nożną Assulin rozpoczął w szkółce piłkarskiej klubu Hapoel Hajfa. W 1999 roku jako 8–latek trafił do juniorskiej drużyny Beitaru Nes Tubruk. W 2003 roku izraelski trener Szelomo Szarf zaproponował rodzicom Assulina by zapisali go na testy do FC Barcelona. Gai został przyjęty i w wieku 12 lat trafił do szkółki katalońskiego klubu. W sierpniu 2007 roku Izraelczyk awansował do Barcelony B, zespołu rezerw prowadzonego przez Josepa Guardiolę i podpisał profesjonalny kontrakt. 5 września 2007 roku zaliczył debiut w pierwszej drużynie Barcelony w meczu Pucharu Katalonii z Gironą. W sezonie 2007/2008 strzelił 8 goli w Tercera División i awansował z Barceloną B do Segunda División B. W sezonie 2008/2009 także był podstawowym zawodnikiem drużyny prowadzonej przez innego szkoleniowca, Luisa Enrique. W grudniu 2010 r. podpisał kontrakt z Manchesterem City, który 17 lutego 2012 r. zdecydował się wypożyczyć młodego Izraelczyka do występującego na zapleczu Premier League Brighton & Hove Albion F.C.. W lipcu 2012 roku podpisał roczny kontrakt z Racingiem Santander. Następnie przeszedł do Granady, skąd wypożyczono go do Hérculesa. Przez kolejne lata kariery grał w takich klubach jak: RCD Mallorca, Hapoel Tel Awiw, CE Sabadell, Kajrat Ałmaty. Po przedwczesnym rozwiązaniu kontraktu z Kajratem, nowy klub znalazł dopiero przed rozpoczęciem kampanii 2019/20. Ostatnim jego klubem była Unipomezia grająca na 4. szczeblu rozgrywkowym we Włoszech.
| Sezon   | Klub                          | Kraj       | Rozgrywki          | Mecze | Bramki |
| ------- | ----------------------------- | ---------- | ------------------ | ----- | ------ |
| 2007/08 | FC Barcelona B                | Hiszpania  | Tercera División   | 21    | 8      |
| 2008/09 | FC Barcelona B                | Hiszpania  | Segunda División B | 26    | 2      |
| 2009/10 | FC Barcelona                  | Hiszpania  | Primera División   | 1     | 0      |
| 2010/11 | Manchester City F.C.          | Anglia     | Premier League     | 0     | 0      |
| 2011/12 | Manchester City F.C.          | Anglia     | Premier League     | 0     | 0      |
| 2011/12 | Brighton & Hove Albion (wyp.) | Anglia     | EFL Championship   | 7     | 0      |
| 2012/13 | Racing Santander              | Hiszpania  | Segunda División   | 27    | 3      |
| 2013/14 | Granada CF                    | Hiszpania  | Primera División   | 0     | 0      |
| 2013/14 | Hércules CF (wyp.)            | Hiszpania  | Segunda División   | 32    | 3      |
| 2014/15 | RCD Mallorca                  | Hiszpania  | Segunda División   | 7     | 0      |
| 2015/16 | Hapoel Tel Awiw               | Izrael     | Ligat Ha’Al        | 7     | 0      |
| 2016/17 | CE Sabadell FC                | Hiszpania  | Segunda División B | 18    | 2      |
| 2017/18 | CE Sabadell FC                | Hiszpania  | Segunda División B | 8     | 1      |
| 2017/18 | Kajrat Ałmaty                 | Kazachstan | Priemjer Ligasy    | 1     | 0      |
| 2019/20 | ACSM Poli Iasi                | Rumunia    | Liga I             | 3     | 0      |
| 2020/21 | ACSM Poli Iasi                | Rumunia    | Liga I             | 2     | 0      |
| 2020/21 | AC Crema                      | Włochy     | Serie D            | 14    | 2      |
| 2021/22 | Unipomezia                    | Włochy     | Serie D            | 0     | 0      |

## Kariera reprezentacyjna
W 2008 roku Assulin zaczął występować w reprezentacji Izraela U-21. Z kolei 26 marca 2008 roku zadebiutował w pierwszej reprezentacji w wygranym 1:0 towarzyskim spotkaniu z Chile, gdy w 78. minucie zmienił Josiego Benajuna. Stał się tym samym najmłodszym w historii reprezentantem Izraela pobijając rekord Bena Sahara o 195 dni.